# Tommaso Antici
Tommaso Antici (ur. 10 maja 1731 w Recanati, zm. 4 stycznia 1812 tamże) – włoski dyplomata w służbie Polski, Bawarii i Kolonii, markiz, opat komendatoryjny paradyski w 1782, chargé d’affaires Rzeczypospolitej w Państwie Kościelnym w 1766, minister pełnomocny Rzeczypospolitej w Państwie Kościelnym w 1768, kardynał w latach 1789–1798.

## Życiorys
30 maja 1766 król Stanisław August mianował go na polskiego Chargé d’affaires przy Stolicy Apostolskiej w Rzymie. Antici był typowym włoskim kondotierem dyplomatycznym. Początkowo łączył dyplomatyczne przedstawicielstwo polskie z przedstawicielstwem elektora Bawarii i elektora Kolonii, jednak zrezygnował z tego pod naciskiem Warszawy. 24 marca 1768 awansowany na ministra pełnomocnego. W 1768 roku uzyskał polski indygenat. Reprezentował Polskę przy Watykanie aż do III Rozbioru (1795).
Na początku panowania Stanisława Augusta nie udało się niczego uzyskać od kurii rzymskiej. Stolica Apostolska niechętnie widziała reformatorskie dążenia w Polsce. Nuncjusz apostolski Angelo Maria Durini przybyły w 1767 do Warszawy poparł na własną rękę konfederatów barskich, choć sam papież nie zdecydował się na jej poparcie. Anticiemu w 1772 udało się załatwić w Rzymie odwołanie Duriniego z Polski. W 1767 został kawalerem Orderu Świętego Stanisława. W 1780 odznaczony Orderem Orła Białego nr 650.
30 marca 1789 papież Pius VI wyniósł go do godności kardynalskiej, a 3 sierpnia tego samego roku został mu przyznany tytuł prezbitera Santa Maria in Trastevere.
W 1798 zrezygnował z godności kardynalskiej i wycofał się do Recanati, gdzie mieszkał aż do śmierci.